# Takeshi Shudō
Takeshi Shudō (japonès: 首藤 剛志, Shudō Takeshi) (18 d'agost del 1949 - Nara, Japó, 29 d'octubre del 2010) era un guionista japonès. Més conegut com a l'escriptor en cap de la sèrie d'anime de Pokémon per Kanto, Orange Islands i Johto Arcs. També va escriure les tres primeres pel·lícules. Juntament amb Satoshi Tajiri, Ken Sugimori i altres, Takeshi va ajudar a crear el món de Pokémon i va debutar al Japó el 1996 (als Estats Units el 1998).
Takeshi va estudiar a la Universitat de Tòquio i va treballar en moltes empreses, com ara Studio Ghibli. Ha sigut acreditat com un creador amb una intel·ligència inusual per escriure Goshogun i Minky Momo. Va treballar en aquestes empreses abans de treballar per l'empresa de Pokémon. Un cop en aquesta companyia, quasi immediatament li van donar el càrrec d'escriptor en cap.
El 28 d'octubre del 2010, Takeshi va patir una hemorràgia subaracnoidea a l'àrea de fumadors del Kansai Main Line's Nara Station al voltant de les 6 del matí. Fou traslladat a l'hospital per cirurgia urgent. Fou declarat mort el matí del 29 d'octubre a l'edat de 61 anys.